# رضا قهرمانی
رضا قهرمانی (زاده ۱۳۳۴ - آبادان) نویسنده، کارگردان و بازیگر ایرانی است. وی فعالیت در سینما را از سال ۱۳۵۱ با تئاتر به عنوان بازیگر، نمایشنامه‌نویس و کارگردان آغاز کرد.

## کارگردان
- پسر آسمانی(۱۳۹۱)
- در شب عروسی (۱۳۸۷)
- ارابه مرگ (۱۳۷۵)[۱]

## نویسنده
- دریا کنار (۱۳۹۳)
- در شب عروسی (۱۳۸۷)
- ارابه مرگ (۱۳۷۵)
- راه افتخار (۱۳۷۳)

## بازیگر
- راه افتخار (۱۳۷۳)
- شعله های خشم (۱۳۷۱) [۱]